# Kevz
Kevin Ricardo Vásquez Villanueva (Santiago de Chile, 29 de septiembre de 1993), conocido profesionalmente como Kevz, es un cantante, actor, compositor y productor musical chileno. Su carrera inició en 2007, siendo actor de la exitosa serie musical Amango y de la teleserie juvenil Corazón rebelde, su última aparición en televisión fue en 2011, cuando participó en el programa juvenil Yingo. Junto con su hermana Karla Vásquez forman el dúo Kevin Karla y La Banda, dedicado a realizar versiones en español de canciones populares en inglés.

## Carrera musical

### 2007–2017: Inicios de su carrera
En 2007 inició interpretando el papel de Kevin Gálvez en la serie musical de Canal 13, Amango, que después de un rotundo éxito con tres temporadas y dos álbumes con disco de platino, posteriormente en febrero del 2008 Amango fue convocado al Festival de Viña del Mar 2008 como artista invitado ganando La Antorcha de Plata y la ovación del público.
En 2009 interpretó el papel de Key-B en la teleserie juvenil de ese mismo canal, Corazón Rebelde (versión chilena de la teleserie argentina Rebelde Way) participando en 4 capítulos siendo actor invitado.
Desde fines de 2009 hasta principios de 2011 Kevin busca refugio en la música componiendo y aprendiendo a producirla, siendo uno de los productores más jóvenes de Chile creó Kevin Karla y La Banda junto a su hermana Karla Vásquez (protagonista de la serie de Chilevision Gordis), tras un rotundo éxito en Internet con su cover en español de «Hit the Lights» de Selena Gomez & the Scene actualmente están grabando su primer disco titulado ''Dreamers''
En enero de 2011 firma con Chilevision para ser parte del programa juvenil Yingo, siendo ganador de un auto en la temporada Guerra de los sexos.
Junto a su hermana Karla se dedican a hacer versiones en español de los cantantes más sonados de la escena juvenil mundial, tales como Selena Gomez, Demi Lovato, Miley Cyrus, One Direction, Ariana Grande, Ed Sheeran, Little Mix, Taylor Swift, Troye Sivan, entre otros, trabajo que llevan a cabo como hobbie y sin fines de lucro.
En septiembre de 2013, sacaron a la venta su álbum debut Dreamers el cual debutó en el número 9 en Chile y del cual el sencillo "Perder mi amor" llegó al puesto 86 del ranking top 100 del país y llegando a ser el tercer disco más vendido en ese período.
El 30 de agosto de 2014 Kevin y Karla realizaron un concierto en Teatro Facetas (Chile), denominado "Sin Condiciones", el cual superó las expectativas de asistencia, agotando todas las entradas al segundo día, obligando a la producción aumentar el stock de entradas a la venta.
Actualmente,[¿cuándo?] son dueños del canal de YouTube musical más visitado en Chile y premiado por YouTube en conjunto con Google Adsense, como un canal destacado en Latinoamérica por su número de visitas y suscriptores, contando con más de 2,1 millones de suscriptores y con más de 273 millones de visitas en sus trabajos musicales.
En 2017, Vesta Lugg lanzó el sencillo "Que No Sepa Más Nadie" en colaboración con él como solista.

### 2018: Debut como solista
A finales de 2018, Kevin adoptó el nombre "Kevz" como su nombre artístico de solista, preparando así su debut con su primer sencillo "Cerro Alegre", dando a conocer que también se encuentra preparando su álbum debut para finales de 2018. Tras el lanzamiento del primer sencillo, Kevz reveló que el segundo sencillo de su álbum debut será lanzado a mediados de octubre, siguiendo una temática de fuerza y sexualidad.

## Discografía

### EP
| Título      | Detalles                                                                            | Canciones                                                                                |
| ----------- | ----------------------------------------------------------------------------------- | ---------------------------------------------------------------------------------------- |
| Homoerötico | - Lanzamiento: 30 de diciembre de 2018 - Sello: Independiente - Formatos: Streaming | 1. Cerro alegre 2. Acäbame 3. Mäs 4. Donatän 5. Amor en tiempos de Grindr 6. Homoerötico |

### Sencillos
Sencillos como artista principal
| Título                           | Año  | Álbum       |
| -------------------------------- | ---- | ----------- |
| "Cerro Alegre"                   | 2018 | Homoerötico |
| "Acäbame"                        | 2018 | Homoerötico |
| "En una Disco Encontré a Mi Ex"  | 2019 | -           |
| "Felipe"                         | 2019 | -           |
| "Honestamente" (feat. Nick Bolt) | 2019 | -           |
| "Dignidad"                       | 2019 | -           |
| "Queen"                          | 2020 | -           |
| "Piscis"                         | 2020 | -           |
| "Bipolar"                        | 2020 | -           |
| "Cuarentena"                     | 2020 | -           |

Sencillos como artista invitado
| Título                                          | Año  | Álbum |
| ----------------------------------------------- | ---- | ----- |
| "Que No Sepa Más Nadie" (Vesta Lugg feat. Kevz) | 2017 | -     |

Bandas sonoras
- 2007: Amango: El sueño se hizo realidad
  - Amango villancicos
- 2008: Amango: Esto no es un juego

## Giras
| Año  | Número de conciertos | Título                      | Acto principal |
| ---- | -------------------- | --------------------------- | -------------- |
| 2008 | 7                    | «Amango Gira»               | Amango         |
| 2008 | 6                    | «Amango: soñando despierto» | Amango         |

## Filmografía
| Año       | Serie/Programa  | Personaje               | Notas                                         |
| --------- | --------------- | ----------------------- | --------------------------------------------- |
| 2007-2009 | Amango          | Kevin Gálvez            | Coprotagonista                                |
| 2009      | Corazón Rebelde | Key-B                   | Participación especial (4 episodios)          |
| 2011-2012 | Yingo           | Él mismo - Participante | Ganador de la temporada "Guerra de los Sexos" |